# Chaumont-Porcien
 Chaumont-Porcien  là một xã ở tỉnh Ardennes, thuộc vùng Grand Est ở phía bắc nước Pháp.